# 高砂浦五郎 (初代)
高砂 浦五郎（たかさご うらごろう、天保9年11月20日（1839年1月5日） - 明治33年（1900年）4月8日）は、上総国山辺郡（現在の千葉県東金市）出身で明治期の大相撲力士・年寄。最高位は前頭筆頭。身長170cm、体重100kg。本名は山崎 （後に一時今井姓）伊之助（後に浦五郎）。現在まで続く高砂部屋の開祖である。

## 力士として
農家の三男で土地相撲で活躍し、20代半ばで妻子ある身ながら江戸へ出て、3代阿武松庄吉の門下に入った。東海大之助の初名で1863年（文久3年）8月場所に初土俵を踏み、1865年（元治2年）に序ノ口についた。1867年（慶応3年）に三段目に昇進、ここで姫路藩のお抱え力士になり「高見山大五郎」の四股名を名乗るようになった。1869年（明治2年）11月場所に幕内に上がったが、初土俵が遅かったためこの時すでに32歳であった。しかし明治維新の混乱期で抱えを解かれ、他の力士が他藩に鞍替えする中で「旧恩を忘れることなく、後日、他の殿様から招かれても応じるべきではない」とこれを糾弾、同じく姫路藩お抱えを解かれた力士達と誓約した。誓約を破った相生松五郎に強く詰め寄って詫び状を書かせて姫路藩への忠義を示した高見山は、酒井候（酒井忠邦）から「相撲取りながら二君にまみえずとは、武士に劣らぬあっぱれ者」と感激され、姫路藩から改めて年75両扶持で抱えられ、1869年（明治2年）に酒井候から姫路藩ゆかり、播磨の名勝・高砂の浦から取った「高砂浦五郎」の四股名を与えられた。1871年（明治4年）11月場所の高砂と相生改め綾瀬川、両者の遺恨相撲は維新期の不況にもかかわらず両国の回向院に多くの客を集めたという。殺気を漂わせて仕切る高砂に対し、綾瀬川は顔面蒼白であったと伝わる。ただならぬ雰囲気を感じ取った行司が立ち合いの瞬間に間へ入り、引き分けにしたと言われる。
鋭い立ち合いから右ハズで押し込む、また、相手が押し返してくれば引き、叩き、肩透かしと自在の激しい取り口であった。専横により評価を落としているが、義理に篤く、熱血漢という人物評であった。

## 「高砂改正組」事件
高砂の名を歴史にとどめることとなったのが1873年（明治6年）11月場所で起こした脱退事件、通称「高砂改正組」事件である。
幕下時代だった1868年（慶応4年）、相撲会所を牛耳っていた年寄8代玉垣・伊勢ノ海らの専横に抗議して、250名もの力士の連判状を組織した。当時は一部の年寄によって巡業や興行の利益が独占され、力士たちには満足な分配がなかったという。この一件は仲介もあり幕下力士以下の待遇改善が約束されたものの、玉垣らはこれを反故にしていた。
高砂は沈黙を守っていたが、1873年に巡業地の岐阜で、かつて同じ姫路藩抱えだった大関綾瀬川らに改革の意思を打ち明け、多くの力士たちの賛同を得て名古屋に陣を構えた。しかし年寄勢説得のために東京に戻った綾瀬川が逆に言いくるめられて寝返り、11月場所の番付で高砂・関脇小柳常吉らの名前が墨で塗りつぶされる事態となった。綾瀬川には以前に姫路藩から他藩に鞍替えしないという誓約を破られたことがあり、再び裏切られた（詳細は綾瀬川山左エ門を参照）という説があるが、正しくは一度も裏切られていない。その後も両者は良好な付き合いをしている。
これを知った高砂は会所からの脱退を決意、数十名の力士を連れて「高砂改正組」を旗揚げした。改正組は名古屋を本拠に京都相撲・大坂相撲とも手を組んで興行を続けた。この間神田にも本拠を構えたが東京府が東京会所のみに興行権を与えるなどして行き詰まりも見せた。高砂改正組は経済的にも逼迫し、宿賃も払えず旅芝居の役者に力士を貸出しまでする惨状であった。1878年（明治11年）、苦境を知った後援者らの仲介や高砂の義侠心を愛する役人たちの援助もあって調停が成立、対等合併という形で高砂らは会所に戻ることとなった。これにより江戸時代より続いた首脳部の名称も筆頭は取締、筆脇は理事、中改は勝負検査役と改称され、高砂は検査役（現在の勝負審判）に就いた。
なお2007年（平成19年）11月場所で時津海が引退し時津風を襲名したことに伴って西前頭11枚目に位置する予定だった時津海の名が番付から消え空欄となった。上記の高砂らの一件以来134年ぶりのことだった。

## 権勢と終焉
相撲会所との合併場所での部屋の力士数は24人であったが、会所に戻った高砂は徐々に権勢を増していった。1883年（明治16年）には取締の地位に就き、数々の改革を実現した。1889年（明治22年）には会所を「東京大角力協会」と改め（1927年（昭和2年）の東西合併までこの名称）、力士の給金制度や利益の配当方法などを定めた規約を制定した。要求の多くを規約として実現させた高砂は、最高権力者として持ち前の政治力で協会を牛耳っていった。
年寄としても横綱初代西ノ海や小錦、大関大達・一ノ矢・初代朝汐らを育て、高砂部屋は角界の一大勢力にまでなった。1895年（明治28年）6月場所の時点で幕内力士は12人と、一方の片屋をほぼ独占。対抗馬の雷部屋が4人であることを考えると、その威光は圧倒的であった。
しかし次第に高砂の横暴が目立つようになっていった。1889年にはこれまであった高砂の年寄名跡が高島に改めさせられた（これに伴い高砂の名跡は彼を初代としている）。また1890年（明治23年）には番付外に張り出されるのを嫌った西ノ海の地位が「横綱」として張り出されることになり、これが横綱の地位化の始まりとなったが、これも高砂権勢下の事件といえる。他にも専横を振るう高砂に反発も少なくなかったが高砂は1891年（明治24年）に「永久取締」就任を宣言した。これに初代梅ヶ谷の雷らが猛反発、警視総監の立ち合いで調停され「永久取締」宣言の放棄で収束した。
そして1895年（明治28年）6月場所6日目、西前頭筆頭鳳凰と西ノ海の取組で鳳凰の寄りに西ノ海がうっちゃりを見せたが踵が蛇の目を掃いた。軍配は鳳凰に上がったが物言いがつき、もめているところに高砂が現れ、蛇の目を手で払い西ノ海の足跡を消すと「この土を掘れば俵だ」と言い放った。これに西方力士が反発し事態は混乱、後に勝負預かりとなった。この一番を裁いた式守伊之助は三日間の出場停止、尾車（元勝山）、伊勢ノ海（元柏戸）、阿武松（元高見山）の三検査役は引責辞任しこの場は決着した。
これが伏線となり、翌1896年（明治29年）1月、大関大戸平・関脇大砲以下西方力士33人が団結して場所を休場、料亭中村楼に立て籠もった。大戸平らは「不正なる取締の配下にあるを潔しとせず」とする檄文を協会に送った。年寄らは責任を持って改革にあたるとの回答を送り1月場所は興行されたが、回答した年寄らは雷はじめ西方力士派の面々であり、いわば西方力士と年寄一体となった高砂排斥となった。この事件は「中村楼事件」と呼ばれる。これを機に高砂は取締の座を追われて権力を失い、世は2代梅ヶ谷と常陸山が鎬を削る「梅・常陸時代」へと移り変わっていった。
1900年（明治33年）4月8日、脳を患い死去。

## 主な成績
- 幕内成績：40勝17敗4分19休　勝率.701
- 幕内在位：9場所（ただし1873年11月は脱退により名前が消される）

### 場所別成績
| 1863年 | （前相撲）           | （前相撲）            |
| 1864年 | （前相撲）           | （前相撲）            |
| 1865年 | 東序ノ口4枚目 –      | 東序二段26枚目 –      |
| 1866年 | 東序二段19枚目 –     | 東序二段4枚目 –       |
| 1867年 | 番付非掲載           | 西幕下17枚目 –        |
| 1868年 （明治元年） | 東幕下11枚目 –       | 東幕下6枚目 5–3 1分   |
| 1869年 （明治2年） | 東幕下2枚目 6–2 1預  | 東前頭7枚目 6–1–1 2分 |
| 1870年 （明治3年） | 東前頭4枚目 7–2–1    | 東前頭3枚目 6–3–1     |
| 1871年 （明治4年） | 東前頭筆頭 2–2–6     | 西前頭筆頭 3–2–5      |
| 1872年 （明治5年） | 西前頭筆頭 4–4–1 1分 | 東前頭筆頭 5–2–3      |
| 1873年 （明治6年） | 東前頭筆頭 7–1–1 1分 | 東前頭筆頭 引退 –     |
| 各欄の数字は、「勝ち-負け-休場」を示す。 優勝 引退 休場 十両 幕下 三賞：敢=敢闘賞、殊=殊勲賞、技=技能賞 その他：★=金星 番付階級：幕内 - 十両 - 幕下 - 三段目 - 序二段 - 序ノ口 幕内序列：横綱 - 大関 - 関脇 - 小結 - 前頭（「#数字」は各位内の序列） |                      |                       |

- 当時は十両の地位が存在せず、幕内のすぐ下が幕下であった。番付表の上から二段目であるため、現代ではこの当時の幕下は、十両創設後現代までの十両・幕下と区別して二段目とも呼ぶ。
- 二段目11枚目以下の地位は小島貞二コレクションの番付実物画像による。

## 改名歴
番付上の表記揺れは無視するものとする。
- 東海 大之助 - 1863年7月場所 - 1866年11月場所
- 高見山 大五郎 - 1867年4月場所 - 1870年11月場所
- 高砂 浦五郎 - 1871年3月場所 - 1873年12月場所